# Paul Weitkus
Paul Weitkus (* 17. Oktober 1898 in Miswalde, Kreis Mohrungen; † 9. November 1974 in Arnsberg) war ein deutscher Luftwaffenoffizier, zuletzt im Rang eines Generalmajors, der im Zweiten Weltkrieg verschiedene Verbände kommandierte.

## Leben
Weitkus trat am 17. November 1916 als Reserveoffiziersanwärter in das kaiserliche Heer ein und diente während des Ersten Weltkriegs in der Infanterie. 
Nach dem Krieg wurde er am 31. März 1920 als Leutnant der Reserve entlassen. Daraufhin schloss er sich dem Freikorps Hülsen an, bevor er am 1. Juni 1921 als Oberwachtmeister in die Polizei eintrat. 
Er blieb bis zum 1. August 1935 bei der Polizei und wechselte dann als Hauptmann zur neu aufgestellten Luftwaffe. Dort übernahm er als Leiter die Luftwaffensportschule in Berlin-Spandau. Auf diesem Posten wurde er am 1. April 1936 zum Major befördert und dann ab 1. Oktober 1937 ins Reichsluftfahrtministerium versetzt, wo er Aufgaben eines Offiziers zur besonderen Verwendung übernahm. Am 1. März 1938 übernahm er als Gruppenkommandeur die II. Gruppe des Kampfgeschwaders 257 und ein Jahr später die II. Gruppe des Kampfgeschwaders 252 (später umbenannt in III. Gruppe des Kampfgeschwaders 2). Damit war auch die Führung der Fliegerhorstkommandantur des Fliegerhorstes Liegnitz verbunden. Nachdem ihm am 1. Juni 1939 die Beförderung zum Oberstleutnant erreichte, führte er zwischen dem 13. September 1939 und dem 8. Oktober 1939 vertretungsweise die 6. Staffel des Kampfgeschwaders 26 als Staffelkapitän. Am 15. Dezember 1940 übernahm er für fast zwei Jahre die Führung des Kampfgeschwaders 53 als Geschwaderkommodore. Er führte dieses Geschwader, das mit dem zweimotorigen Bomber Heinkel He 111 ausgestattet war, in der Luftschlacht um England und im Deutsch-Sowjetischen Krieg bis zum 31. Oktober 1942. Sein Geschwader nahm in dieser Zeit an den Luftangriffen auf Moskau teil. Am 18. September 1941 erhielt er das Ritterkreuz des Eisernen Kreuzes und am 1. Februar 1942 seine Beförderung zum Oberst. Nach dieser Verwendung wurde er Kommandeur der Kampfbeobachtervorschule 1. Am 15. Januar 1943 übernahm er in der letzten Phase des Kessels von Stalingrad Verantwortung in der Luftversorgung als Kommandeur der He 111-Verbände zur Versorgung im Osten. Im März 1943 übernahm er als Kommandeur das rumänische I. Fliegerkorps, das im Süden der Sowjetunion operierte. Danach, am 14. Juni 1944, wechselte er als Fliegerführer Albanien auf den Balkan. Aber schon zwei Monate später übernahm er das Amt eines Fliegerverbindungsoffiziers zur Heeresgruppe E auf dem Balkan. Hier wurde er am 30. Januar 1945 zum Generalmajor befördert. Am 10. März 1943 erreichte ihn die Versetzung als Kommandeur der Luftflottentruppen der Luftflotte 4, bevor er am 26. April 1945 Kommandeur der 18. Fliegerdivision wurde. Auf diesem Posten geriet er am 8. Mai 1945, nach der bedingungslosen Kapitulation der Wehrmacht, in Kriegsgefangenschaft, die für ihn 1947 endete.